# Satz von Ehresmann
In der Mathematik ist der Satz von Ehresmann, benannt nach Charles Ehresmann, ein grundlegender Satz der Differentialtopologie.

## Formulierung des Satzes
Seien {\displaystyle M,N} differenzierbare Mannigfaltigkeiten und
{\displaystyle f:M\rightarrow N}
eine differenzierbare Abbildung mit folgenden Eigenschaften:
1. {\displaystyle f} ist eine Submersion, d. h. für alle {\displaystyle x\in M} ist das Differential {\displaystyle D_{x}f:T_{x}M\rightarrow T_{f(x)}N} surjektiv,
2. {\displaystyle f} ist surjektiv, d. h. für alle {\displaystyle y\in N} ist {\displaystyle f^{-1}(\left\{y\right\})} nicht leer,
3. {\displaystyle f} ist eigentlich, d. h. für alle kompakten Mengen {\displaystyle K\subset N} ist {\displaystyle f^{-1}(K)} kompakt.
Dann ist {\displaystyle f:M\rightarrow N} ein Faserbündel.
Man beachte, dass die dritte Bedingung automatisch erfüllt ist, wenn {\displaystyle M} kompakt ist.

## Beispiel

Niveaumengen von

Eine Funktion {\displaystyle f:M\rightarrow N} liefert eine Zerlegung des Urbildraumes {\displaystyle M} in Niveaumengen
{\displaystyle f^{-1}(c):c\in N}.
Das Bild rechts zeigt die Zerlegung von {\displaystyle \mathbb {R} ^{2}} in Niveaumengen der Funktion {\displaystyle f(x,y)=x^{2}+y^{2}}.
Man kann dann fragen, ob diese Zerlegung lokal trivial, also ein Faserbündel über {\displaystyle N} mit den Niveaumengen als Fasern ist. (Daraus würde dann insbesondere folgen, dass alle Niveaumengen diffeomorph zueinander sind.)
Das Beispiel {\displaystyle f(x,y)=x^{2}+y^{2}} ist als Abbildung von {\displaystyle \mathbb {R} ^{2}} nach {\displaystyle \mathbb {R} _{\geq 0}} kein Faserbündel, denn {\displaystyle f^{-1}(0)} ist nicht diffeomorph zu {\displaystyle f^{-1}(c)} für {\displaystyle c>0}. Der Grund dafür ist letztlich, dass {\displaystyle f} im Punkt {\displaystyle (0,0)} keine Submersion ist: das Differential verschwindet in diesem Punkt.
Dagegen erfüllt die Einschränkung von {\displaystyle f} auf {\displaystyle \mathbb {R} ^{2}\setminus \left\{(0,0)\right\}} die Voraussetzungen des Satzes von Ehresmann, die Niveaumengen von {\displaystyle x^{2}+y^{2}} sind also die Fasern eines Faserbündels {\displaystyle p:\mathbb {R} ^{2}\setminus \left\{(0,0)\right\}\rightarrow \mathbb {R} _{>0}}. In diesem Beispiel handelt es sich sogar um ein (global) triviales Faserbündel, die Abbildung {\displaystyle (r,\theta )\rightarrow (r\cos \theta ,r\sin \theta )} liefert einen Diffeomorphismus {\displaystyle \mathbb {R} _{>0}\times S^{1}\rightarrow \mathbb {R} ^{2}\setminus \left\{(0,0)\right\}}.

## Gegenbeispiel
Beispiele, die die Bedingungen 1. und 2., aber weder Bedingung 3. noch die Konklusion erfüllen, erhält man wie folgt:
Seien {\displaystyle A} und {\displaystyle B} kompakte differenzierbare
Mannigfaltigkeiten, {\displaystyle (a_{0},b_{0})\in A\times B} ein beliebiger Punkt, {\displaystyle M:=A\times B\setminus \left\{(a_{0},b_{0})\right\}} und {\displaystyle f:M\rightarrow B} die durch
{\displaystyle f(a,b)=b}
definierte Abbildung. {\displaystyle f} ist eine surjektive Submersion, aber kein Faserbündel, denn {\displaystyle f^{-1}(b_{0})} ist nicht diffeomorph zu {\displaystyle f^{-1}(b)} für {\displaystyle b\not =b_{0}}. (Denn {\displaystyle f^{-1}(b)} ist kompakt, während {\displaystyle f^{-1}(b_{0})} nicht kompakt ist.)